# Manana Avazashvili
Manana Avazashvili (Georgia, 30 de septiembre de 1940) es una pedagoga y musicóloga georgiana, fundadora de la cátedra de preparación pedagógica musical para toda la antigua Unión Soviética.

## Biografía
Estudió piano en el Conservatorio Estatal de Tbilisi, Georgia, de 1956 a 1960. Al terminar, comenzó sus estudios de doctorado en el Conservatorio de Postgrados de Moscú. Impartió simultáneamente obras científicas de la Música, conferencias y conciertos.
En 1966 comenzó a trabajar en el Conservatorio Superior de Georgia, donde enseñó teoría y práctica de la pedagogía musical. En 1977 se doctoró en Historia del Arte y en Pedagogía de la Música por la Fundación VAK de Moscú. Sus investigaciones se centraron en la formación pedagógica musical para el profesorado.
Fue profesora del Conservatorio de Georgia y fundadora en el año 1977 de la cátedra de preparación pedagógica musical para toda la antigua Unión Soviética. En 1978 creó la Escuela Experimental de Música.
En el año 1997 presentó en Vitoria un programa pionero de educación musical para criaturas de cinco años: Música dirigida a niños y niñas.
Desde el año 2001 ha vivido en Vitoria y es profesora de Piano y Lenguaje Musical en la Academia Georgika de Vitoria. Durante los años 2004 y 2005 impartió clases magistrales en el Real Conservatorio Superior de Música de Madrid sobre “La escuela pianística rusa: Reflexiones de pedagogía pianística”, y “La política repertorial en el espejo de los problemas fundamentales de la enseñanza pianística”.
Ha publicado más de 50 obras científicas en ruso y georgiano y ha formado a más de un centenar de profesorado de música y a pianistas profesionales. Ha impartido cursos de pedagogía y especialización musical en distintos lugares.

## Obras
- La concepción completa de la educación musical y su reflexión en el pasado, presente y perspectivas futuras.[4]
- Repertorio y práctica (para alumnado), texto metódico y cuaderno para niños y niñas, con pentagramas vacíos para que ellos mismos explorasen, y escribiesen con sus propias manos, para el aprendizaje de la lectura del lenguaje musical. Este libro se publicó dos veces, en 1972 y luego en 1979, y estaba en todas las escuelas de música de la antigua Unión Soviética.[13]